# اچ‌ام‌اس کانکوئرر (۱۸۸۱)
اچ‌ام‌اس کانکوئرر (۱۸۸۱) (به انگلیسی: HMS Conqueror (1881)) یک کشتی انگلیسی که طول آن ۲۷۰ فوت (۸۲٫۳ متر) بود. این کشتی در سال ۱۸۸۱ ساخته شد.